# Premi César 1990
La cerimonia di premiazione della 15ª edizione dei Premi César si è svolta il 4 marzo 1990 al Théâtre des Champs-Élysées di Parigi. È stata presieduta da Kirk Douglas e presentata da Claude-Jean Philippe e Pierre Tchernia. È stata trasmessa da Antenne 2.
Il film che ha ottenuto il maggior numero di candidature (undici) è stato La vita e niente altro (La vie et rien d'autre) di Bertrand Tavernier, mentre il film che ha ottenuto il maggior numero di premi (cinque) è stato Troppo bella per te! (Trop belle pour toi) di Bertrand Blier.

## Vincitori e candidati
I vincitori sono indicati in grassetto, a seguire gli altri candidati.

### Miglior film
- Troppo bella per te! (Trop belle pour toi), regia di Bertrand Blier
- L'insolito caso di Mr. Hire (Monsieur Hire), regia di Patrice Leconte
- Un mondo senza pietà (Un monde sans pitié), regia di Éric Rochant
- Notturno indiano (Nocturne indien), regia di Alain Corneau
- La vita e niente altro (La vie et rien d'autre), regia di Bertrand Tavernier

### Miglior regista
- Bertrand Blier - Troppo bella per te! (Trop belle pour toi)
- Alain Corneau - Notturno indiano (Nocturne indien)
- Miloš Forman - Valmont
- Patrice Leconte - L'insolito caso di Mr. Hire (Monsieur Hire)
- Bertrand Tavernier - La vita e niente altro (La vie et rien d'autre)

### Miglior attore
- Philippe Noiret - La vita e niente altro (La vie et rien d'autre)
- Jean-Hugues Anglade - Notturno indiano (Nocturne indien)
- Michel Blanc - L'insolito caso di Mr. Hire (Monsieur Hire)
- Gérard Depardieu - Troppo bella per te! (Trop belle pour toi)
- Hippolyte Girardot - Un mondo senza pietà (Un monde sans pitié)
- Lambert Wilson - Hiver 54, l'abbé Pierre

### Miglior attrice
- Carole Bouquet - Troppo bella per te! (Trop belle pour toi)
- Sabine Azéma - La vita e niente altro (La vie et rien d'autre)
- Josiane Balasko - Troppo bella per te! (Trop belle pour toi)
- Emmanuelle Béart - Les enfants du désordre
- Sandrine Bonnaire - L'insolito caso di Mr. Hire (Monsieur Hire)

### Migliore attore non protagonista
- Robert Hirsch - Hiver 54, l'abbé Pierre
- Roland Blanche - Troppo bella per te! (Trop belle pour toi)
- Jacques Bonnaffé - Baptême
- François Cluzet - Forza maggiore (Force majeure)
- François Perrot - La vita e niente altro (La vie et rien d'autre)

### Migliore attrice non protagonista
- Suzanne Flon - La vouivre
- Clémentine Célarié - Notturno indiano (Nocturne indien)
- Sabine Haudepin - Forza maggiore (Force majeure)
- Ludmila Mikaël - Noce blanche
- Micheline Presle - Voglio tornare a casa! (Je veux rentrer à la maison)

### Migliore promessa maschile
- Yvan Attal - Un mondo senza pietà (Un monde sans pitié)
- Jean-Yves Berteloot - Baptême
- Thierry Fortineau - Commedia d'estate (Comédie d'été)
- Melvil Poupaud - La Fille de 15 ans
- Philippe Volter - Les bois noirs

### Migliore promessa femminile
- Vanessa Paradis - Noce blanche
- Dominique Blanc - Il signore del castello (Je suis le seigneur du château)
- Isabelle Gélinas - Suivez cet avion
- Mireille Perrier - Un mondo senza pietà (Un monde sans pitié)
- Valérie Stroh - Baptême

### Migliore sceneggiatura originale o miglior adattamento
- Bertrand Blier - Troppo bella per te! (Trop belle pour toi)
- Pierre Jolivet e Olivier Schatzky - Forza maggiore (Force majeure)
- Éric Rochant - Un mondo senza pietà (Un monde sans pitié)
- Bertrand Tavernier e Jean Cosmos - La vita e niente altro (La vie et rien d'autre)

### Migliore fotografia
- Yves Angelo - Notturno indiano (Nocturne indien)
- Bruno de Keyzer - La vita e niente altro (La vie et rien d'autre)
- Philippe Rousselot - Troppo bella per te! (Trop belle pour toi)

### Miglior montaggio
- Claudine Merlin - Troppo bella per te! (Trop belle pour toi)
- Joëlle Hache e Claudine Merlin - L'insolito caso di Mr. Hire (Monsieur Hire)
- Armand Psenny - La vita e niente altro (La vie et rien d'autre)

### Migliore scenografia
- Pierre Guffroy - Valmont
- Michèle Abbé-Vannier - Bunker Palace Hôtel
- Théobald Meurisse - Troppo bella per te! (Trop belle pour toi)

### Migliori costumi
- Theodor Pištěk - Valmont
- Catherine Leterrier - La rivoluzione francese (La révolution française)
- Jacqueline Moreau - La vita e niente altro (La vie et rien d'autre)

### Migliore musica
- Oswald d'Andrea - La vita e niente altro (La vie et rien d'autre)
- Michael Nyman - L'insolito caso di Mr. Hire (Monsieur Hire)
- Gérard Torikian - Un mondo senza pietà (Un monde sans pitié)

### Miglior sonoro
- Pierre Lenoir e Dominique Hennequin - L'insolito caso di Mr. Hire (Monsieur Hire)
- Gérard Lamps, William Flageollet e Michel Desrois - La vita e niente altro (La vie et rien d'autre)
- Claude Villand e Pierre Gamet - Bunker Palace Hôtel

### Miglior film straniero
- Le relazioni pericolose (Dangerous Liaisons), regia di Stephen Frears
- Nuovo cinema Paradiso, regia di Giuseppe Tornatore
- Rain Man - L'uomo della pioggia (Rain Man), regia di Barry Levinson
- Sesso, bugie e videotape (Sex, Lies, and Videotape), regia di Steven Soderbergh
- Il tempo dei gitani (Dom za Vesanje), regia di Emir Kusturica

### Migliore opera prima
- Un mondo senza pietà (Un monde sans pitié), regia di Éric Rochant
- Peaux de vaches, regia di Patricia Mazuy
- La salle de bain, regia di John Lvoff
- La soule, regia di Michel Sibra
- Suivez cet avion, regia di Patrice Ambard
- Tolérance, regia di Pierre-Henry Salfati

### Miglior manifesto
- Jouineau-Bourdugue e Gilles Jouin - Nuovo cinema Paradiso
- Dominique Bouchard - Noce blanche
- Anahi Leclerc - L'insolito caso di Mr. Hire (Monsieur Hire)
- Sylvain Mathieu - Troppo bella per te! (Trop belle pour toi)
- Laurent Pétin e Laurent Lufroy  - Valmont

### Miglior cortometraggio d'animazione
- Le porte-plume, regia di Marie-Christine Perrodin
- Sculpture sculptures, regia di Jean-Loup Felicioli

### Miglior cortometraggio di fiction
- Lune froide, regia di Patrick Bouchitey
- Ce qui me meut, regia di Cédric Klapisch
- Vol nuptial, regia di Dominique Crèvecoeur

### Miglior cortometraggio documentario
- Chanson pour un marin, regia di Bernard Aubouy
- Le Faucon de Notre-Dame, regia di Claude Farny

### Premio César onorario
- Gérard Philipe